# SN 2006it
SN 2006it – supernowa typu II-P odkryta 1 października 2006 roku w galaktyce NGC 6956. W momencie odkrycia miała maksymalną jasność 17,60m.